# Бабицкая, Йитка
Йитка Бабицкая (чеш. Jitka Babická) — фигуристка из Чехословакии, бронзовый призёр чемпионата Европы 1966 года в танцах на льду. Выступала в паре с Яромиром Голаном.

## Спортивные достижения
| Соревнования/Сезоны | 1961 | 1962 | 1963 | 1964 | 1965 | 1966 | 1967 |
| ------------------- | ---- | ---- | ---- | ---- | ---- | ---- | ---- |
| Чемпионаты мира     | —    |      | 14   | 10   |      | 8    | 11   |
| Чемпионаты Европы   | 10   | 9    | 7    | 6    | 7    | 3    | 6    |

- — Чемпионат не проводился из-за авиакатастрофы, в которой погибла сборная США по фигурному катанию.